# Bonifacy Dąbkowski
Bonifacy Grzegorz Dąbkowski herbu Korczak (ur. 9 maja 1836 w Warszawie, zm. 16 grudnia 1897 w Krakowie) – powstaniec styczniowy, inżynier, budowniczy kolei, urzędnik.

## Życiorys
Urodził się 9 maja 1836 w Warszawie. Był synem Józefa.
W trakcie reform Aleksandra Wielopolskiego na początku lat 60. został powołany komisji skarbu. W 1862 był dietariuszem Wydziału Dóbr i Lasów w Komisji Rządowej Przychodów i Skarbu. Z tej funkcji decyzją Komisji Rządowej Spraw Wewnętrznych w ramach urządzania służby ekonomicznej przy delegacjach czynszowych w połowie września 1862 w charakterze starszego adiunkta został skierowany do okręgu ekonomicznego Igo w guberni lubelskiej (złożonego z powiatów siedleckiego i łukowskiego). Po wybuchu powstania styczniowego 1863 wstąpił do służby cywilnej w Rządzie Narodowym. Wypełniał różne czynności, m.in. przekazując polecenia do oddziałów powstańczych. Potem był naczelnikiem powiatu radzyńskiego. Pełniąc funkcję zastępcy naczelnika województwa podlaskiego u kresu insurekcji został aresztowany i był więziony później w Cytadeli Warszawskiej, skąd zwolniono go wskutek interwencji osób wpływowych. Następnie przekroczył granicę z Prusami i udał się na emigrację.
Mieszkał w Niemczech, Paryżu, potem studiował nauki techniczne w szkole politechnicznej w Zurychu uzyskując tytuł inżyniera. W 1868 był prezydentem Najwyższy Trybunału Przysięgłych Emigracji Polskiej w Zurychu. Po studiach powrócił na obszar Austro-Węgier. Pracował przy budowie kolei na Węgrzech, w Rumunii, w Galicji. Od około 1870 do około 1872 był pracownikiem C. K. Uprzywilejowanej Lwowsko-Czerniowiecko-Jaskiej Kolei, jako urzędnik II kategorii 3 klasy przydzielony do Hliboki. Następnie został zatrudniony w C. K. Uprzywilejowanej Kolei Arcyksięcia Albrechta, w strukturze której od około 1873 naczelnikiem linii na stacji Lwów, następnie w ramach Dyrekcji Ruchu we Lwowie od około 1875 był urzędnikiem w Stryju, od około 1876 we Lwowie, potem w dziale konserwacji linii od około 1877 był przełożonym linii Krechowice-Bednarów, później skierowany do kierownictwa budowy mostów w Stryju, gdzie od około 1878 był inspicjentem budowniczym, a od około 1880 inżynierem, dalej pozostając w Stryju od około 1881 do około 1884 był inżynierem sekc. konserwacji kolei Wolica-Bolechów. Następnie podjął pracę w C. K. Kolejach Państwowych i w strukturze dyrekcji ruchu we Lwowie od około 1884 do około 1888 był przełożonym sekcji konserwacji linii Lwów-Stryj, następnie przeszedł do inspektoratu konserwacji i tam od około 1888 był urzędnikiem, od około 1889 do około 1892 był nadinżynierem, następnie od około 1892 do końca życia był starszym inżynierem w biurze konserwacji.
Równolegle z pracą na kolei około 1875/1876 był docentem miernictwa i nauczycielem w Krajowej Średniej Szkole Gospodarstwa Lasowego we Lwowie. Był członkiem zwyczajnym Polskiego Towarzystwa Politechnicznego we Lwowie.
Zmarł 16 grudnia 1897 w Krakowie (w źródłach prasowych podawano, że przeżył 58 lat). Został pochowany na cmentarzu Rakowickim w Krakowie 19 grudnia 1897 (kwatera Rb). Był żonaty z Heleną z domu Krassowską, a ich synem był historyk Przemysław Dąbkowski (1877-1950).